# 2006-os magyar vívóbajnokság
A 2006-os magyar vívóbajnokság a százegyedik magyar bajnokság volt. A férfi párbajtőrbajnokságot, a női tőrbajnokságot és a női kardbajnokságot április 22-én, a férfi tőrbajnokságot, a férfi kardbajnokságot és a női párbajtőrbajnokságot április 23-án rendezték meg Gödöllőn.

## Eredmények
| Versenyszám          | Arany                   | Arany | Ezüst                           | Ezüst | Bronz                                                    | Bronz |
| -------------------- | ----------------------- | ----- | ------------------------------- | ----- | -------------------------------------------------------- | ----- |
| Férfi tőrvívás       | Bíró Péter MTK          |       | Szabados Gábor Csata DSE        |       | Mazza Lorenzo MTKBerjozkin Anton Csata DSE               |       |
| Férfi párbajtőrvívás | Boczkó Gábor Bp. Honvéd |       | Kovács Iván BVSC                |       | Rédli András Balaton VKImre Géza Bp. Honvéd              |       |
| Férfi kardvívás      | Fodor Kende Bp. Honvéd  |       | Nemcsik Zsolt Vasas SC          |       | Decsi Tamás BSELontay Balázs Bp. Honvéd                  |       |
| Női tőrvívás         | Mohamed Aida MTK        |       | Jeszenszky Szilvia Gödöllői EAC |       | Kovács Éva MTKVarga Gabriella Bp. Honvéd                 |       |
| Női párbajtőrvívás   | Hormay Adrienn MTK      |       | Nagy Tímea Bp. Honvéd           |       | Szász Emese Bp. HonvédTakács Emese MTK                   |       |
| Női kardvívás        | Csaba Edina BSE         |       | Sznopek Gabriella Újpesti TE    |       | Pető Réka Vasas SCKerecsényi-Fodor Georgina Gödöllői EAC |       |